# Église Saint-Gabriel de Molovin
Pour les articles homonymes, voir Église Saint-Gabriel.
L'église Saint-Gabriel de Molovin (en serbe cyrillique : Црква Свeтог арханђела Гаврила у Моловину ; en serbe latin : Crkva Svetog arhanđela Gavrila u Molovinu) est une église orthodoxe serbe située à Molovin en Serbie, dans la municipalité de Šid et dans la province de Voïvodine. Construite en 1801, elle est inscrite sur la liste des monuments culturels d'importance exceptionnelle de la république de Serbie (identifiant no SK 1451).

## Présentation
L'église Saint-Gabriel a été construite en 1801 à l'emplacement d'une église antérieure, mentionnée en 1756. Conçue dans un style mêlant classicisme et baroque, elle est constituée d'une nef unique prolongée par une abside demi-circulaire et, à l'ouest, elle est dominée par un haut clocher.
L'iconostase a été peinte en 1772 par Jovan Četirević Grabovan pour l'église de Tovariševo ; l'iconostase de Molovin est la première œuvre connue de ce maître originaire de Grabovo près d'Ohrid. L'iconostase elle-même a été sculptée dans la seconde moitié du XVIIIe siècle par des artistes inconnus, peut-être originaires de Macédoine ; elle est ornée de motifs floraux et zoomorphes.
L'église a été restaurée en 1970, 1978–1979 et 1981–1982.